# Verband Hochschule und Wissenschaft
Der Verband Hochschule und Wissenschaft (vhw) ist ein deutscher Berufsverband. Er versteht sich als Berufs- und Standesvertretung der im Wissenschaftsbereich Tätigen. Er wurde 1973 gegründet und ist die Fachgewerkschaft des dbb beamtenbund und tarifunion für den Hochschulbereich. Der vhw verfügt als Mitglied dieser Spitzengewerkschaft über eine Mitsprache in Tariffragen sowie insbesondere über ein Anhörungsrecht. Daher sind die Bildungs- und Wissenschaftsminister auf Bundes- und Landesebene verpflichtet, den vhw in ihre Gesetzgebungsverfahren und damit in ihre Hochschulpolitik einzubeziehen. So bestehen enge Kontakte des Bundesvorstandes zum amtierenden Bundesbildungsminister sowie der Landesvorstände zu allen amtierenden Landesbildungsministern.
Der Hochschulverband umfasst alle Hochschularten und steht allen Hochschulbediensteten offen. Er vertritt die Professoren an Universitäten, Hochschulen, Fachhochschulen, Pädagogischen Hochschulen und Kunsthochschulen ebenso wie die wissenschaftlichen Mitarbeiter und alle anderen an Hochschulen und außeruniversitären wissenschaftlichen Einrichtungen Tätigen.
Auf Landesebene sind die Verbandsgruppen in einem Landesverband organisiert. Die Ziele des vhw werden vom Landesvorstand auf Landesebene nach außen und innen vertreten und verwirklicht. Der Bundesverband des vhw bündelt die Ziele der Landesverbände. Alle Landesvorsitzenden sind im Bundesvorstand vertreten. Er tritt mindestens einmal im Semester zusammen, diskutiert die aktuellen Probleme und erarbeitet Lösungen für die anstehenden Probleme. Alle vier Jahre findet auf Bundesebene eine Vertreterversammlung statt, in der die Landesverbände ihrer Größe entsprechend unterschiedlich stark vertreten sind. Die Vertreterversammlung wählt den geschäftsführenden Bundesvorstand und bestimmt die Grundsätze für die Arbeit des vhw.
Die laufenden Geschäfte auf Bundesebene werden durch den geschäftsführenden Bundesvorstand erledigt. Er vertritt die Interessen der Mitglieder auf Bundesebene vor allem gegenüber Bundestag, Bundesministerien und Hochschulorganisationen. Der geschäftsführende Bundesvorstand besteht aus dem/der Bundesvorsitzenden, zwei Stellvertreter, dem Schatzmeister und bis zu vier weiteren stimmberechtigten Mitgliedern für besondere Aufgaben. Gründungsvorsitzender und späterer Ehrenvorsitzender war Berndt Heydemann (1973 bis 1987), langjährige Bundesvorsitzende waren Reinhard Kuhnert (1987 bis 1999), Elke Platz-Waury (1999 bis 2011) und Josef Arendes (1999–2023).
Die Verbandszeitschrift des vhw heißt vhw mitteilungen. Sie erscheint etwa drei bis viel Mal im Jahr. Neben der hochschulpolitischen Interessenvertretung bietet der vhw seinen Mitgliedern eine Reihe von Serviceleistungen an, beispielsweise im Rahmen des Rechtsschutzes eine kostenlose Rechtsberatung und Rechtsvertretung. Weitere Vergünstigungen erhalten die Mitglieder über das Beamtensozialwerk (BSW) und das dbb vorsorgewerk.